# فيليس كريستيان
فيليس كريستيان (بالإنجليزية: Phyllis Christian)‏ هي محامية غانية، ولدت في 1956 في غانا.